# Sorbus aucuparia subsp. Maderensis
S. aucuparia subsp. maderensis é um grande arbusto ou pequena árvore com folhas verde-mar, compostas por 13 a 17 folíolos, tornando-se avermelhadas no outono. Cabeças de flores pequenas, fofas e branco-creme na primavera são seguidas por cachos grandes e visíveis de bagas de laranja que amadurecem para vermelho.

### Subspécies
- Sorbus maderensis

- Sorbus decora misapplied